# Путні бояри
Путні бояри — категорія нижчих бояр у Великому Князівстві Литовському і Московській державі XIV—XVI століть.

## Велике Князівство Литовське
У Литві путні бояри — військові службові люди, які в соціальній єрархії 15—16 ст. стояли між державними селянами і дрібною шляхтою. Наприкінці 16 століття путні бояри зникають, переходячи або до шляхти, або зливаються з основною масою селянства. В Україні деякі путні бояри увійшли до складу реєстрових козаків. Близькою до путніх бояр групою були панцирні бояри. Подекуди на Правобережній Україні путні бояри зустрічалися ще й у 18 столітті.

### Поселення
- Берестейське воєводство
  - Суходіл

## Московська держава
У Московському князівстві і Московському царстві XIV—XVI ст. путні бояри чи бояри з путем — бояри, які керували господарством («путями») дворів великих і удільних князів.
Обіймали окремі господарські та адміністративні посади при княжому дворі, такі, наприклад, як постільничий, конюший, сокольничий та ін. У документах писалися як «конюший з путем», «постільничий з путем» тощо.